# Heterocithara transenna
Heterocithara transenna é uma espécie de gastrópode do gênero Heterocithara, pertencente à família Mangeliidae.